# بيلورادو
بلدية بيلورادو (بالإسبانية: Belorado)‏, هي إحدى بلديات مقاطعة برغش, التي تقع في منطقة قشتالة وليون, والتي تقع في شمال غرب إسبانيا.
يبلغ عدد سكانها 2.079 نسمة وفقاً لإحصائية سنة (2002).

## أعلام
- هبيوليتو رويز لوبيز